# サンデー・フレッシュわいのわいの90!!
『サンデー・フレッシュわいのわいの90!!』は、1975年10月12日 - 1988年4月10日
に、毎日放送（MBSラジオ）で、毎週日曜日16:30 - 18:00に放送されたラジオ番組。コカ・コーラ（近畿・三笠の近畿圏内2ボトラー。後に両社ともコカ・コーラウエストとして1つの法人に統一され、現在はコカ・コーラボトラーズジャパン）の一社提供番組である。
千里丘放送センターから放送されていた。

## 概要
番組開始当初のタイトルは「サンデー・フレッシュ行延鶴瓶のわいのわいの90!!」で中村行延もパーソナリティの一人だったが、1977年7月31日の放送で降板し、1977年8月7日からはタイトル変更した。
落語家の笑福亭鶴瓶をパーソナリティーに、スタジオに集まった観客と共にリスナーからのはがきを紹介したり、ゲストとのトークやライブを楽しむという体裁だった。「川柳のコーナー」や、観客が親に電話をして感謝の言葉を読み上げる「感謝のコーナー」など、たくさんの人気コーナーがあったが、いつごろからか鶴瓶自身がコーナーを「コナー！」と読むことが恒例となった。
放送内で当時ヒット曲だった沢田研二の「TOKIO」をパロディーにした「NOKIO」（農協）いう歌を鶴瓶が歌い、この歌詞の中に出てくる兵庫県三田市農業協同組合から感謝状と米1俵を贈られた。
番組終了後にMBSテレビで「感謝のコーナー」のコーナーを流用した『えーかげんにせえ!ホントにねぇ!』を開始させた。
後番組は、圭・修がパーソナリティーの『サンデー・フレッシュわいわいカーニバル』。

## 逸話
番組開始当時は無名だった鶴瓶の起用はスポンサーであるコカ・コーラ側が当初難色を示していたが、毎日放送側の粘り強い説得で番組を開始させた。後に鶴瓶のスケジュールが多忙になっても出演を続行していたのは、番組開始当初の恩義を感じていたためである。
最終回の放送には、瀬戸大橋開通記念の生放送のテレビ特番終了後にヘリコプターで駆けつけた。その最終回で話していたところによると、降板の理由は「自分が番組を面白いと思っている間に辞めよう」と決意したためだという。